# 1992 TG1
1992 TG1 är en asteroid i huvudbältet, som upptäcktes den 2 oktober 1992 av den japanske amatörastronomen Atsushi Sugie i Dynic-observatoriet.
Den tillhör asteroidgruppen Baptistina.